# Warren, Ohio
Warren är en stad i den amerikanska delstaten Ohio med en yta av 41,7 km² och en folkmängd, som uppgår till 45 796 invånare (2005). Warren är huvudorten i Trumbull County. Staden är belägen 22 km nordväst om Youngstown.

## Kända personer från Warren
- Earl Derr Biggers, författare
- Dave Grohl, musiker
- Deborah Pryce, kongressledamot 1993-2009